# GeForce Go
GeForce Go – rodzina kart graficznych firmy Nvidia przeznaczona do komputerów mobilnych. W roku 2007 powstał pierwszy następca tej rodziny; GeForce 8M.

## Cechy szczególne
- Wsparcie dla DirectX 9,
- Obsługa technologii PureVideo
- Obsługą systemu PowerMizer

## Modele

### Seria 6
- GeForce Go 6100
- GeForce Go 6150
- GeForce Go 6200
- GeForce Go 6400
- GeForce Go 6600
- GeForce Go 6800

### Seria 7
- GeForce Go 7200
- GeForce Go 7300
- GeForce Go 7400
- GeForce Go 7600
- GeForce Go 7700
- GeForce Go 7800
- GeForce Go 7900
- GeForce Go 7950

Układy 7800, 7900, 7950 są dostępne w wersjach SLI i GTX, GS